# دمج سنجان في جمهورية الصين الشعبية
دمج سنجان في جمهورية الصين الشعبية، المعروف في التأريخ الصيني باسم التحرير السلمي لسنجان (بالصينية: 新疆和平解放) 中国安) كانت عملية تحرير سنجان (أو) عبارة عن استيلاء الحزب الشيوعي الصيني وجيش التحرير الشعبي على سنجان أرض الإيغور في الأيام الأخيرة من الحرب الأهلية الصينية. في ذلك الوقت، قُسمت سنجان إلى عشر مقاطعات. سيطرت جمهورية الصين على سبع مقاطعات وحكمتها باعتبارها مقاطعة سنجان [الإنجليزية]، بينما كانت المقاطعات الثلاث الأخرى تحكمها لجنة المناطق الاقتصادية الثلاث التي تتألف من القيادة السابقة لجمهورية تركستان الشرقية الثانية.
في صيف عام 1949، دخلت قوات جيش التحرير الشعبي إلى ممر هيكسي في مقاطعة قانسو وتقدمت نحو سنجان. في ذلك الوقت، كانت سنجان تحت حكم حكومة سنجان الائتلافية [الإنجليزية] مقرها في ديهوا (أورومتشي حاليًا)، والتي كانت تتألف من القوميين الصينيين (الكومينتانغ، KMT) وقيادة جمهورية تركستان الشرقية الثانية السابقة (ETR)، وهي دولة تابعة للاتحاد السوفييتي والتي سيطرت على المقاطعات الثلاث في شمال سنجان من عام 1944 إلى عام 1946، خلال تمرد إيلي. في ظل الحكومة الائتلافية التي حكمت سنجان من عام 1946 إلى عام 1949، سيطر حزب الكومينتانغ على معظم المقاطعة بينما احتفظ زعماء جمهورية إيتاشيا الشرقية السابقة بالحكم الذاتي في المقاطعات الثلاث. أُعلنت جمهورية الصين الشعبية في الأول من أكتوبر/تشرين الأول عام 1949، وكلف رئيسه بينغ هواي [الإنجليزية] القائد وانغ تشن في جيش التحرير الشعبي بمهمة الاستيلاء على سنجان. وفي خريف عام 1949، توصل الحزب الشيوعي الصيني إلى اتفاقيات منفصلة مع القيادة السياسية للحزب القومي الصيني والمناطق الثلاث.
أقنع الحزب الشيوعي الصيني القيادة الإقليمية والعسكرية للحزب الكومينتانغ بالاستسلام. حث الاتحاد السوفييتي زعماء جمهورية إيتوري الإريترية السابقة على الانضمام إلى الحزب الشيوعي الصيني. في آب 1949، لقي أحمد جان قاسم ووفده المكون من أربعة من كبار قادة جمهورية تركمانستان مصرعهم في حادث تحطم طائرة أثناء توجههم إلى بكين لحضور المؤتمر الاستشاري السياسي للشعب الصيني [الإنجليزية]، مؤتمر الجبهة المتحدة الصينية [الإنجليزية] العليا للحزب الشيوعي الصيني. في ديسمبر/كانون الأول، قامت حكومة جمهورية الصين الشعبية بدمج جيش إيليا الوطني [الإنجليزية] (الذي كان يُعرف سابقًا باسم جيش تركستان الشرقية الوطني) في جيش التحرير الشعبي الصيني. وقبلت معظم القيادة المتبقية لحزب العمال الثوري الإيبيري ضم المقاطعات الثلاث المستقلة إلى جمهورية الصين الشعبية. وانضموا بعد ذلك إلى مسؤولي الكومينتانغ المستسلمين في تولي مناصب عليا في حكومة جمهورية الصين الشعبية.
لقد تم تحقيق سيطرة جمهورية الصين الشعبية على سنجان إلى حد كبير من خلال حكم الأمر الواقع، والوسائل السياسية وواجهت مقاومة مسلحة قليلة. دخل جيش التحرير الشعبي الصيني إلى سنجان في أكتوبر/تشرين الأول 1949 وسيطر على معظم المنطقة بحلول ربيع عام 1950. ومن بين الجهات العسكرية الرئيسية في سنجان، لم يقاتل ضد الحزب الشيوعي الصيني سوى يولبارس خان، الموالي للكومينتانغ، وعثمان باتور، القائد السابق لحزب إي تي آر الذي تحول إلى مؤيد للكومينتانغ. وهُزم كلاهما على يد جيش التحرير الشعبي. واستطاع الجيش الصيني الحصول على تركستان الشرقية,

## انضمام المقاطعات الثلاث (جمهورية تركستان الشرقية السابقة)
تأسست حركة المقاومة ETR الثانية، بقيادة إيليان توري في البداية، في نوفمبر 1944 أثناء تمرد إيلي بدعم سوفيتي، وكانت مقرها في ثلاث مقاطعات شمال غرب سنجان. اختفى توري في الاتحاد السوفييتي عام 1946، وتوصل زعيم آخر من حركة تحرير تركستان الشرقية، وهو أحمد جان قاسمي، رئيس لجنة التحرير الوطنية للشعب التركي السنغاغي الموالي للسوفييت، إلى اتفاق سياسي مع الزعيم القومي الصيني تشان شيزونغ [الإنجليزية] لتشكيل حكومة إقليمية ائتلافية في دي هوا (أورومتشي الحالية). حُلت ETR الثانية اسميًا ولكن المقاطعات الثلاث احتفظت بالحكم الذاتي. وأصبح قاسمي نائبًا لرئيس الحكومة الائتلافية. في حزيران 1947، اشتبكت القوات القومية الصينية مع القوات المنغولية والسوفيتية في بيتشان [الإنجليزية] في شمال شرق سنجان. في ذلك الصراع، تبرأ الزعيم الكازاخستاني عثمان باتور من الـETR وانشق للانضمام إلى القوات القومية الصينية في القتال ضد القوات المنغولية المدعومة من السوفييت.
في أغسطس 1949، استولى جيش التحرير الشعبي على مدينة لانزو، عاصمة مقاطعة قانسو. وتعرضت إدارة الكومينتانغ في سنجان للتهديد. قاد زعيما حزب الكومينتانغ في إقليم سنجان تاو شيويه [الإنجليزية] وبرهان رشيدي [الإنجليزية] انشقاق حكومة وجيش الكومينتانغ إلى جانب الحزب الشيوعي الصيني في سبتمبر/أيلول 1949. بحلول نهاية عام 1949، فر بعض مسؤولي الكومينتانغ إلى أفغانستان والهند وباكستان، لكن معظمهم عبروا إلى هناك أو استسلموا للحزب الشيوعي الصيني. في 17 أغسطس 1949، أرسل الحزب الشيوعي الصيني دنغ لي تشون [الإنجليزية] للتفاوض مع قيادة المقاطعات الثلاث في غولجا (ينينج بالصينية). دعا ماو تسي تونج زعماء المقاطعات الثلاث للمشاركة في المؤتمر الاستشاري السياسي للشعب الصيني [الإنجليزية] في وقت لاحق من ذلك العام. سافر زعماء المقاطعات الثلاث إلى الاتحاد السوفييتي في 22 أغسطس بالسيارات عبر هورجوس، برفقة نائب القنصل السوفييتي في غولجا فاسيلي بوريسوف، حيث أُمروا بالتعاون مع الحزب الشيوعي الصيني. استمرت المفاوضات بين المقاطعات الثلاث والممثلين السوفييت في ألماتي لمدة ثلاثة أيام وكانت صعبة بسبب عدم رغبة زعيم المقاطعات الثلاث أحمد جان قاسم (الذي عارض استراتيجيته اثنان آخران مندوبان - عبد الكريم عباسوف [الإنجليزية] ولو تشي [الإنجليزية]، بينما دعم الجنرالان إسحاق بيك مونوف [الإنجليزية] ودلخان سقربيف [الإنجليزية] أحمد جان) في الموافقة على دمج المقاطعات الثلاث في الدولة الشيوعية الصينية المستقبلية، المفترض في عام 1951. وأعلنت جمهورية الصين الشعبية قبل عامين، في الأول من أكتوبر/تشرين الأول 1949. واعتبر أحمدجان الوضع الحالي بمثابة فرصة تاريخية للإيغور وغيرهم من سكان سنجان للحصول على الحرية والاستقلال التي لا ينبغي أن تضيع. وبناء على ذلك، عُرض على وفد المقاطعات الثلاث مواصلة المفاوضات في موسكو مباشرة مع ستالين قبل المغادرة إلى بكين. في 25 أغسطس، صعد المندوبون الحادي عشر، أحمد جان قاسم، وعبد الكريم عباس، وإسحاق بيك، ولو تشي، وداليلخان سوجيرباييف، والضباط المرافقون لهم من المقاطعات الثلاث، على متن طائرة إليوشن إيل-12 في ألما آتا ، كازاخستان ، متجهين رسميًا إلى بكين، ولكن تم تحويل الرحلة إلى موسكو. في 3 سبتمبر، أبلغ الاتحاد السوفييتي الحكومة الصينية أن الطائرة تحطمت بالقرب من بحيرة بايكال في طريقها إلى بكين، مما أسفر عن مقتل جميع من كانوا على متنها. في نفس اليوم أرسل مولوتوف برقية إلى غولجا لإبلاغ سيف الدين عزيزي (الزعيم المؤقت للمقاطعات الثلاث عندما لم يكن أحمد جان قاسم في إيلي، وعضو الحزب الشيوعي في الاتحاد السوفيتي) عن الوفاة المأساوية للثوريين المخلصين، بما في ذلك أحمد جان قاسم، في تحطم طائرة بالقرب من بحيرة بايكال في طريقها إلى بكين. وبموجب تعليمات من موسكو، أبقى سيف الدين عزيزي الخبر سرًّا عن سكان المقاطعات الثلاث ولم تبلغ عنه بكين لعدة أشهر حتى ديسمبر 1949، عندما غادر سيف الدين عزيزي إلى موسكو للانضمام إلى وفد ماو تسي تونج لتوقيع معاهدة الصداقة الصينية السوفيتية مع ستالين واستعادة جثث قادة المقاطعات الثلاث (تم تسليم جثثهم التي لم يعد من الممكن التعرف عليها من الاتحاد السوفيتي في أبريل 1950) وعندما نجح جيش التحرير الشعبي بالفعل في تأمين معظم مناطق مقاطعة سنجان السابقة.
بعد تفكك الاتحاد السوفييتي عام 1991، كشف بعض جنرالات وكبار ضباط الكي جي بي السابقين (من بينهم بافيل سودوبلاتوف) أن القادة الخمسة قُتلوا بأمر من ستالين في موسكو في 27 أغسطس 1949، بعد سجن لمدة ثلاثة أيام في إسطبلات القيصر السابق، بعد أن تم اعتقالهم لدى وصولهم إلى موسكو من رئيس إم جي بي العقيد الجنرال فيكتور أباكوموف، الذي استجوب زعماء المقاطعات الثلاث شخصيًا، ثم أمر بإعدامهم. ويُزعم أن هذا تم وفقًا لاتفاق بين ستالين وماو تسي تونج. ووافقت الشخصيات المهمة المتبقية من المقاطعات الثلاث، بما في ذلك سيف الدين عزيزي (الذي قاد الوفد الثاني من المقاطعات الثلاث، الذي شارك في المؤتمر الاستشاري السياسي للشعب الصيني [الإنجليزية] في سبتمبر في بكين، والذي أعلن جمهورية الصين الشعبية في 1 أكتوبر 1949)، على دمج المقاطعات الثلاث في مقاطعة سنجان وقبول مناصب مهمة داخل الإدارة. ومع ذلك، واصل بعض الكازاخستانيين بقيادة عثمان باتور مقاومتهم حتى عام 1954. وصلت وحدات من جيش التحرير الشعبي لأول مرة إلى مطار أورومتشي في 20 أكتوبر 1949 على متن طائرات سوفييتية، قدمها ستالين، وسرعان ما رسخت سيطرتها في شمال سنجان، قبل أن تنتقل إلى جنوب سنجان مع وحدات من جيش إيلي الوطني [الإنجليزية] للمقاطعات الثلاث، وبالتالي ترسخت السيطرة على جميع المقاطعات العشر في مقاطعة سنجان. في 20 ديسمبر 1949 انضم جيش إيلي الوطني [الإنجليزية] إلى جيش التحرير الشعبي باعتباره فيلق جيش سنجان الخامس، والذي خضع لإصلاحات قبل أن يُحل في النهاية.

## انضمام حزب الكومينتانغ في سنجان

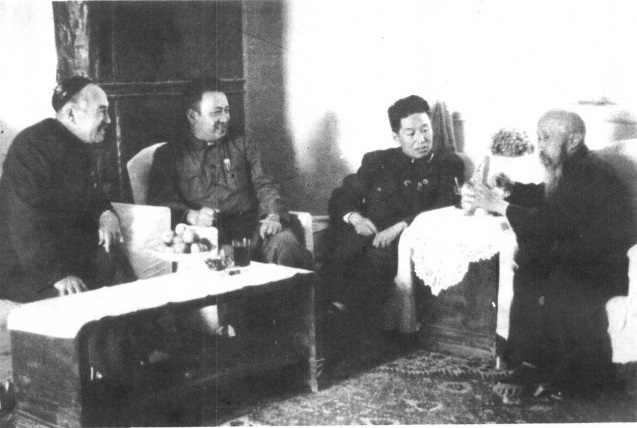
أول مجموعة عاطفية أرسلتها الحكومة المركزية لجمهورية الصين الشعبية إلى سنجان.

في 25 سبتمبر/أيلول، أعلن تاو تشي يوي وبرهان شهيدي، القائد العسكري والزعيم السياسي للحزب القومي الصيني في دي هوا، على التوالي، الاستسلام الرسمي للقوات القومية في سنجان للحزب الشيوعي الصيني. وفي اليوم التالي، قام مائة ألف جندي من قوات الكومينتانغ في المقاطعة بتحويل ولاءهم من الكومينتانغ إلى الحزب الشيوعي الصيني، وكان على رأسهم رئيس حكومة مقاطعة سنجان برهان شهيدي، الذي كان من بين القلائل الذين يدركون ما حدث للوفد الأول من المقاطعات الثلاث في أغسطس/آب في الاتحاد السوفييتي. في 12 أكتوبر، دخل جيش التحرير الشعبي الصيني إلى سنجان. انضم العديد من الجنرالات الآخرين في الحزب القومي الصيني في سنجان، مثل الجنرال المسلم من سالار هان يو وين، إلى الانشقاق والانضمام إلى جيش التحرير الشعبي الصيني. واستمروا في الخدمة في جيش التحرير الشعبي كضباط في سنجان. بعض زعماء الكومينتانغ الذين رفضوا الاستسلام فروا إلى تايوان أو تركيا. فر ما تشنغكسيانغ عبر الهند إلى تايوان. وفر محمد أمين بغرة وعيسى يوسف البتكين [الإنجليزية] إلى تركيا. واعتقل الحزب الشيوعي الصيني مسعود صبري [الإنجليزية] حيث تُوفي في السجن في عام 1952.
كانت المقاومة المنظمة الوحيدة التي واجهتها جيش التحرير الشعبي الصيني من جانب ميليشيا الكازاخ التابعة لعثمان باتور ومن قوات الروس البيض والهوي التابعة ليولبارس خان والتي خدمت جمهورية الصين. أعلن باتور ولاءه للحزب القومي الصيني وقُتل في عام 1951. خاض يولبارس خان معارك ضد قوات جيش التحرير الشعبي في معركة يوو [الإنجليزية]، ولكن عندما هجرته القوات، فر عبر التبت، متهربًا من قوات الدالاي لاما التي ضايقته، وهرب إلى تايوان عبر الهند للانضمام إلى نظام جمهورية الصين. تم تأسيس الوضع النهائي للمقاطعة في عام 1955 باعتبارها منطقة سنجان الإيغورية ذاتية الحكم والتي أصبح سيف الدين عزيزي أول رئيس لها، عندما أعيد تنظيمها إلى منطقة حكم ذاتي للقوميات الثلاثة عشر في سنجان (الإيغور، والصينيون الهان ، والكازاخستانيون ، والقرغيز، والمغول ، والهوي ، والطاجيك ، والأزبك، والتتار والروس، والشيبه [الإنجليزية]، وشعب الداور [الإنجليزية]، وشعب المانشو)، وبالتالي حلت محل مقاطعة سنجان [الإنجليزية] (1884-1955).

## إرث ETR
في جمهورية الصين الشعبية، يتم تذكر زعماء حركة تحرير إيتاشيا الخمسة الذين لقوا حتفهم في حادث تحطم الطائرة عام 1949 باعتبارهم أبطالاً في النضال ضد النظام القومي. تم إرجاع رفاتهم إلى الصين في نيسان 1950 وتم دفنهم لاحقًا في مقبرة الأبطال التذكارية في يينينج. تحتوي المقبرة على لوحة تذكارية مكتوبة بخط ماو تسي تونج، تمجد الأبطال لمساهماتهم في ثورة الشعب الصيني.

## في الثقافة الشعبية
تم تصوير هذا الحدث في الفيلم التلفزيوني "أنارهان" لعام 2013، من إخراج يانغ تشينغ شيو ويو ديان، والذي تم بثه على التلفزيون المركزي الصيني (CCTV). وكان هذا أيضًا أول ظهور إخراجي للممثلة الإيغورية الصينية الشهيرة ديلرابا ديل مراد. كان الفيلم إعادة إنتاج لفيلم يحمل نفس الاسم صدر في الستينيات.

## طالع أيضًا
- تاريخ سنجان [الإنجليزية]
- صراع سنجان
- حركة استقلال تركستان الشرقية
- معسكرات الاعتقال في سنجان
- ضم جمهورية الصين الشعبية للتبت [الإنجليزية]
- قومية هُوية صينية [الإنجليزية]

### الاستشهادات
1. ↑  Wang 2020، صفحة 275: "Ahmatjan Kasimi and other representatives of the Ili, Tarbagatay, and Altay districts who opposed Sabri's succession as provincial governor left Urumqi in August 1947 and returned to Ghulja to form their own political organization known as the 'Three Districts Economic Commission,' which sought to autonomously govern the Three Districts region; this marked the collapse of the Xinjiang Province Coalition Government."
2. 1 2  Linda Benson, Ingvar Svanberg: China's Last Nomads: History and Culture of China's Kazaks: History and Culture of China's Kazaks, Routledge, 16 September 2016, 278 pages, page 115, Google Books. نسخة محفوظة 2023-10-15 على موقع واي باك مشين.
3. ↑  David Eimer: The Emperor Far Away: Travels at the Edge of China, A&C Black, 14 August 2014, 336 pages, page 56, Google Books. نسخة محفوظة 2025-01-23 على موقع واي باك مشين.
4. 1 2  Starr 2004: 86
5. ↑  "Sinkiang and Sino-Soviet Relations" (PDF). اطلع عليه بتاريخ 2017-03-14.
6. 1 2  Dickens، Mark (1 يناير 1990)، The Soviets In Xinjiang، مؤرشف من الأصل في 2017-10-11 – عبر www.academia.edu
7. ↑  Benson 1990:63, 70
8. ↑  Benson 1990:84, 101
9. ↑  Benson 1990:123-27
10. ↑  (Chinese) "历史资料：新疆和平解放" نسخة محفوظة 7 April 2013 على موقع واي باك مشين. Accessed 8 November 2010
11. 1 2  تفاصيل الحدث for CCCP-L1844 في شبكة سلامة الطيران
12. ↑  Donald H. McMillen, Chinese Communist Power and Policy in Xinjiang, 1949–1977 (Boulder, Colorado: Westview Press, 1979), p. 30.
13. ↑  Allen S. Whiting and General Sheng Shih-ts'ai " Sinkiang: Pawn or Pivot? " Michigan State University Press, 1958, East Lansing, Michigan, page 143
14. ↑  "Accueil | Sciences Po CERI". sciencespo.fr (بالفرنسية). Retrieved 2024-01-06.
15. ↑  A brief introduction of Uyghur history نسخة محفوظة 14 July 2014 على موقع واي باك مشين. Birkbeck, University of London
16. ↑  The quest for an eighth Turkic nation نسخة محفوظة 13 May 2011 على موقع واي باك مشين. Taipei Times
17. ↑  Dikötter, Frank (2013). The Tragedy of Liberation: A History of the Chinese Revolution, 1945-1957 (بالإنجليزية) (1 ed.). London: Bloomsbury Press. pp. 32–34. ISBN:978-1-62040-347-1.
18. ↑  Starr, S. Frederick (15 Mar 2004). Xinjiang: China's Muslim Borderland (بالإنجليزية). M.E. Sharpe. ISBN:978-0-7656-3192-3. Archived from the original on 2023-10-27.
19. ↑  "Sinkiang and Sino-Soviet Relations" (PDF). مؤرشف (PDF) من الأصل في 2011-06-05. اطلع عليه بتاريخ 2010-11-09.
20. 1 2 3  (Chinese) "三区革命烈士陵园（三区革命历史纪念馆）：伊宁市”  人民网 نسخة محفوظة 2 April 2015 على موقع واي باك مشين. 18 October 2008